# Iglesia de la Virgen del Carmen (Turín)
La iglesia de la Virgen del Carmen (Chiesa della Madonna del Carmine, en italiano) es un lugar de culto católico que se encuentra en el centro de Turín, en la via del Carmine con la via Bligny. Fue proyectada por Filippo Juvarra y construida entre el 1732 y el 1736.
El 8 de agosto de 1943, un bombardeo causó graves daños al edificio. Tras ello, fue restaurada con la ayuda de fotografías y abierta de nuevo al culto el 19 de octubre de 1955.

## Historia
Por necesidades de ampliación del convento de Santa María de la Plaza, carmelitas, se transfirió a la orden un nuevo terreno en 1718, iniciándose la construcción del nuevo convento sobre el proyecto del arquitecto Gian Giacomo Planteri. En 1728, el arzobispo de Turín, Francesco Giuseppe Arborio di Gattinara, decretó la construcción de la nueva iglesia. En 1732, el rey Carlos Manuel III aprobó el proyecto del arquitecto de la corte, Filippo Juvarra. La primera piedra de la iglesia se puso el 13 de mayo de 1732, con la siguiente inscripción:  «Ecclesiae Beatae Mariae Virgini de Carmelo – primum lapidem – Carolus Emmanuel Rex Sardiniae – XIII Maii MDCCXXXII».
Juvarra no pudo supervisar la construcción de la iglesia hasta el final, pues fue llamado a Lisboa para construir el nuevo Palacio Real. Los carmelitas encargaron entonces la finalización del proyecto al maestro constructor Giacomo Pella.
La consagración de la iglesia se produjo el 26 de abril de 1736, dedicada a la Virgen del Carmen. Sucesivamente, fue además dedicada al beato Amadeo IX de Saboya y a Santa María Magdalena de Pazzi, como representante de los santos carmelitas. Sin embargo, la fachada quedó sin terminar y fue completada entre 1871 y 1872 por Carlo Pattarelli.

## Descripción general
La iglesia tiene una sola nave con tres capillas en cada lado, con aperturas ovales, a través de las cuales la luz entra en por las ventanas de la galería. Las capillas están separadas de la nave central por un arco planteado como un frontispicio coronado por estatuas de madera del escultor Stefano Maria Clemente.
El altar mayor, completado en el 1763 es de Benedetto Alfieri y custodia una reliquia del beato Amadeo IX donada a los carmelitas en 1739 por Carlos Manuel III.
El gran icono alojado en el ábside representa a la Virgen del Carmen y al beato Amadeo IX y fue pintado en 1755 por Claudio Beaumont. En la capilla dedicada a la Inmaculada Concepción (última de la derecha), hay un importante retablo de la Inmaculada Concepción con el profeta Elías, encargado por el marqués Giuseppe Turinetti di Priero al célebre Corrado Giaquinto. El retablo se elaboró en Roma y se trasladó a Turín el 12 de julio de 1741.
El extremo de la nave central se cierra en un ábside semielíptico decorado con tribunas en los intercolumnios.

## El campanario
El campanario se yerge cerca de la sacristía. Al mismo se accede por una estrecha escalera de caracol. Fue erigido en el año 1734 sobre una base cuadrada de caras onduladas a la altura de las campanas. Inicialmente constaba de diez campanas fundidas por Alessandro Bianco de Turín. Durante la ocupación francesa, se redujeron a tres, pero en 1911 los feligreses concertaron la fundición de seis más al campanero Giuseppe Mazzola.

## El órgano

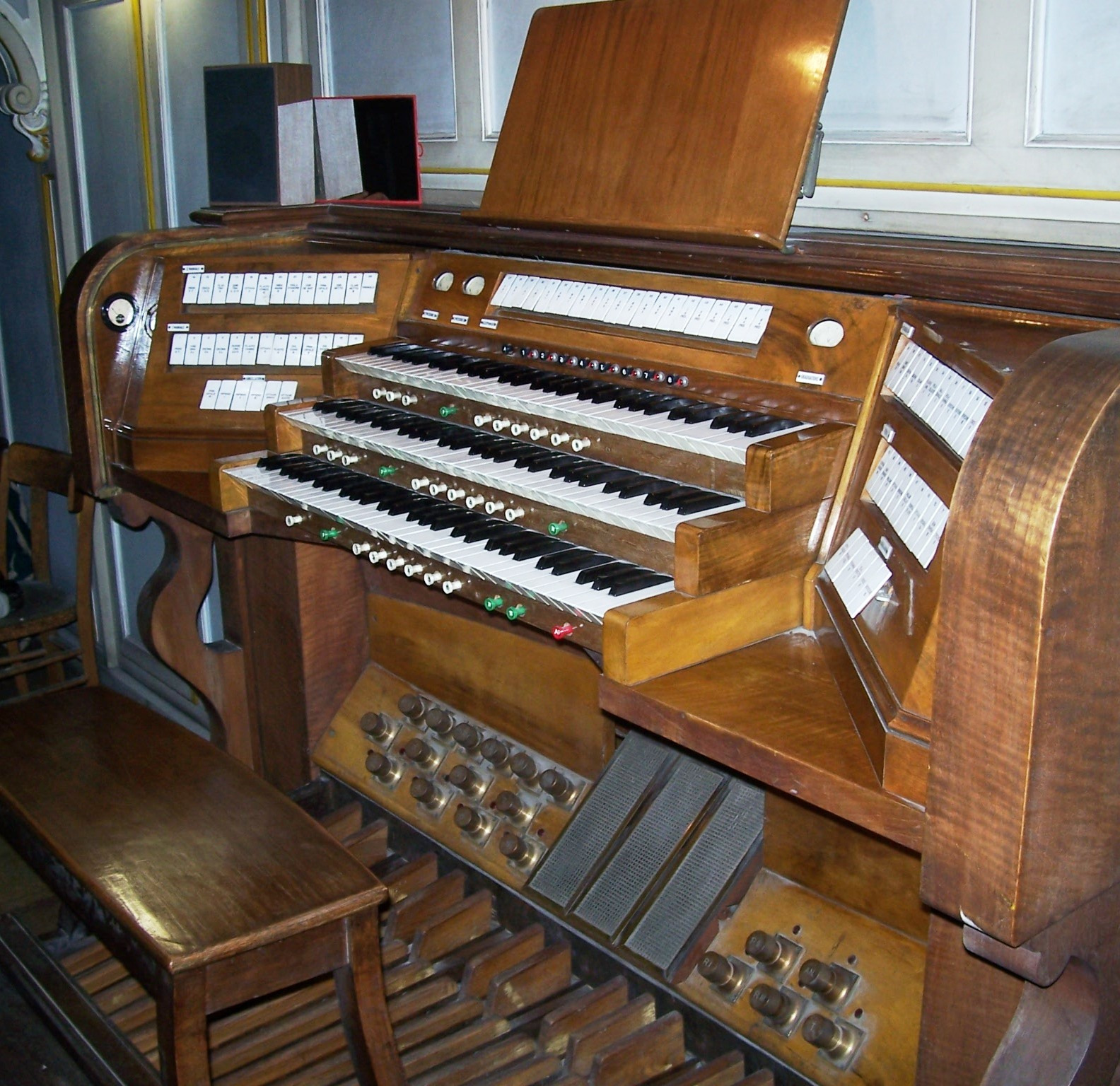
Consola del órgano de Vegezzi-Bossi, 1963

El órgano fue construido por Vegezzi-Bossi Carlo II, para sustituir el que se destruyó en el bombardeo, obra de su tío Carlo I. Tiene tres teclados y transmisión eléctrica. El órgano está compuesto por 49 registros repartidos entre los tres teclados y la pedalera, para un total de unos 2750 tubos, 12 canceladores, 39 pistones combinados ajustables, 3 soportes (Crescendo, Expression II y III) y pistones de 20 pedales.

## La comunidad católica rumana de Turín
La comunidad católica rumana se fundó en 1997 con la llegada a Turín del padre Miclăuș Gelu, enviado por el obispo de Iași, Petru Gherghel. La comunidad fue acogida por varias iglesias: Patronato de San Giuseppe, Santissima Trinità, Santa Teresa, San Domenico y Madonna degli Angeli. Desde 2005, la comunidad rumana está presente en la iglesia junto con la comunidad parroquial italiana.

## Galería de imágenes

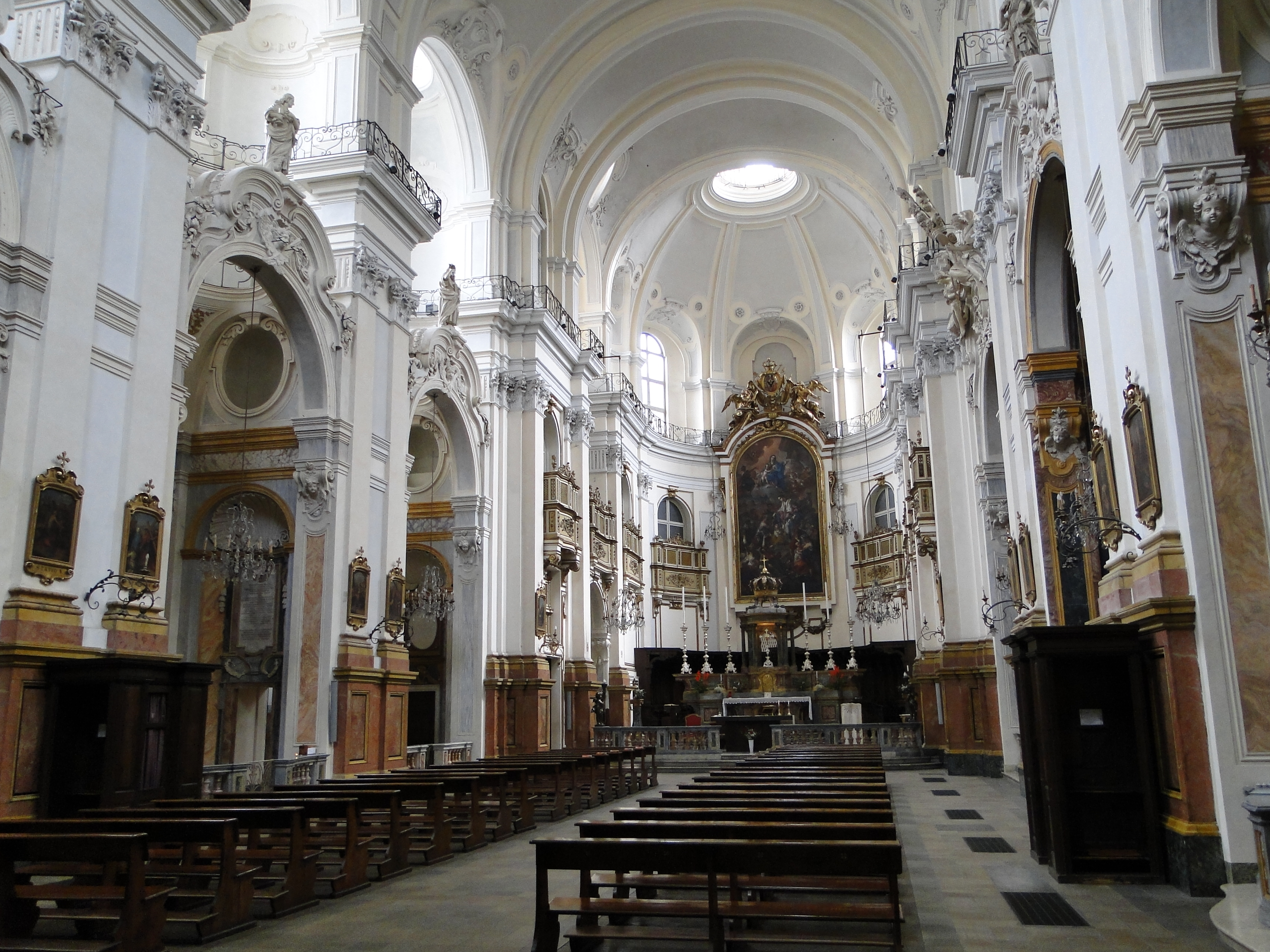
El interior de la iglesia desde la entrada.
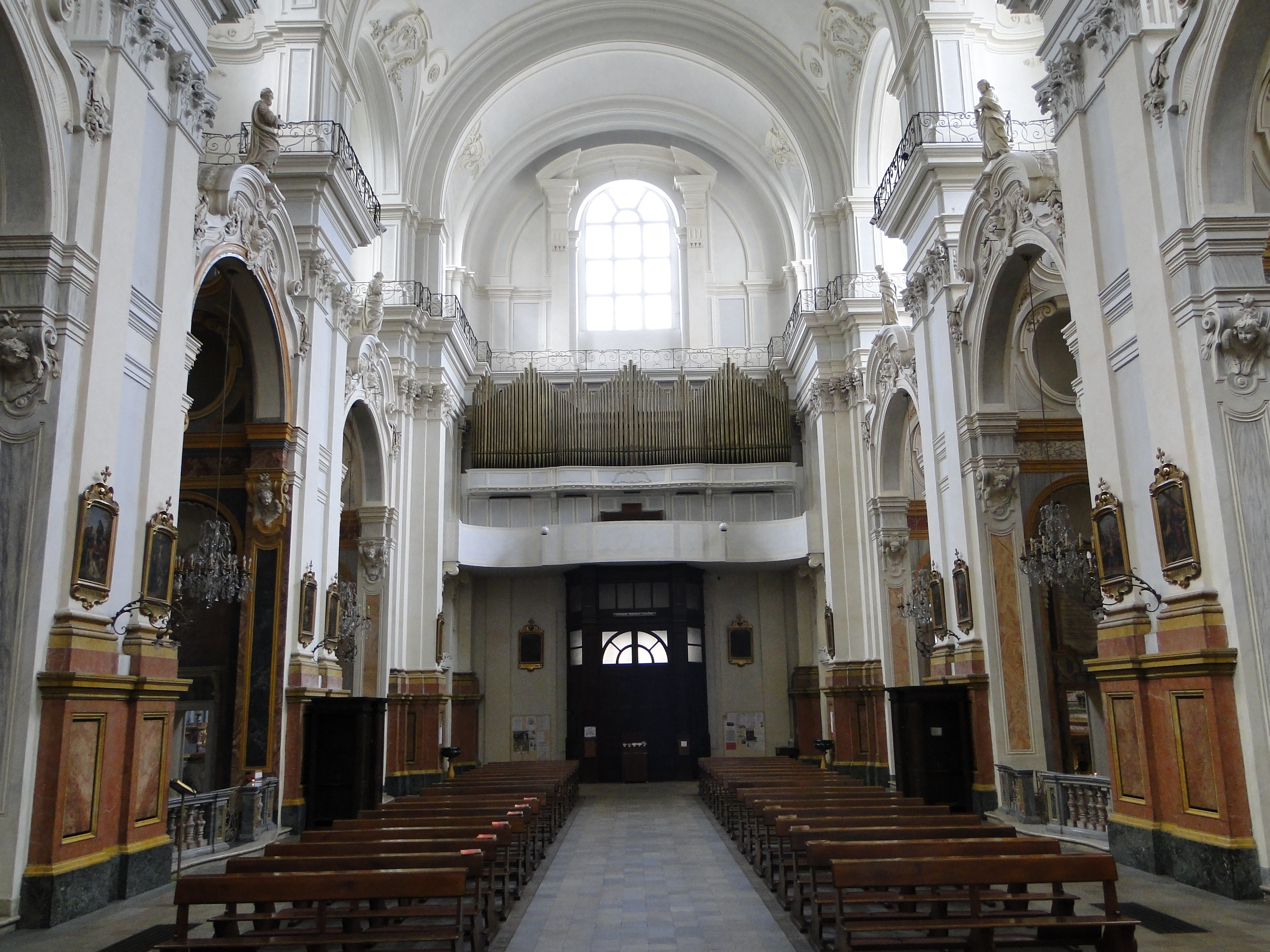
El interior de la iglesia desde el altar mayor
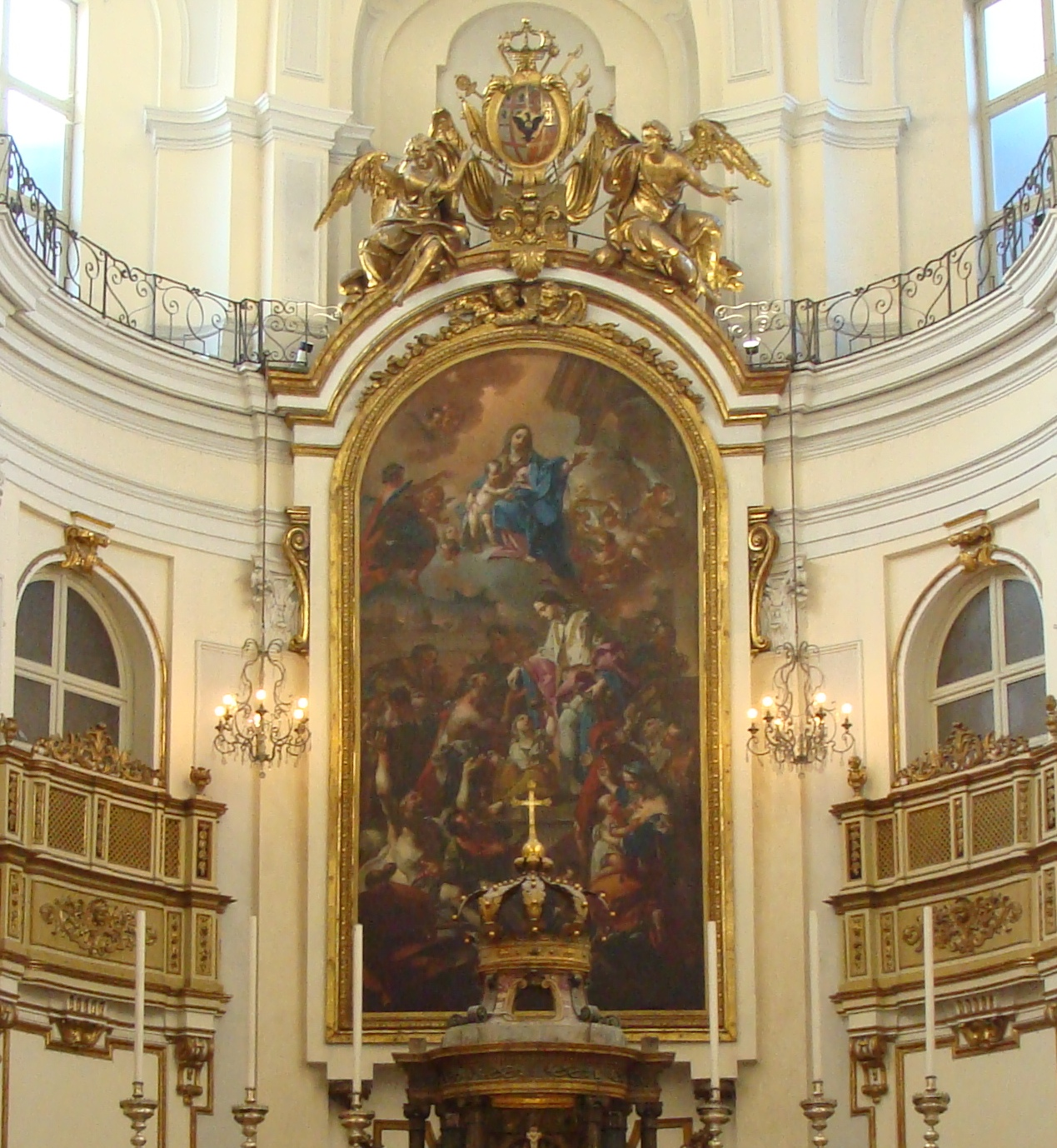
Retablo del altar mayor, obra de Claudio Beaumont
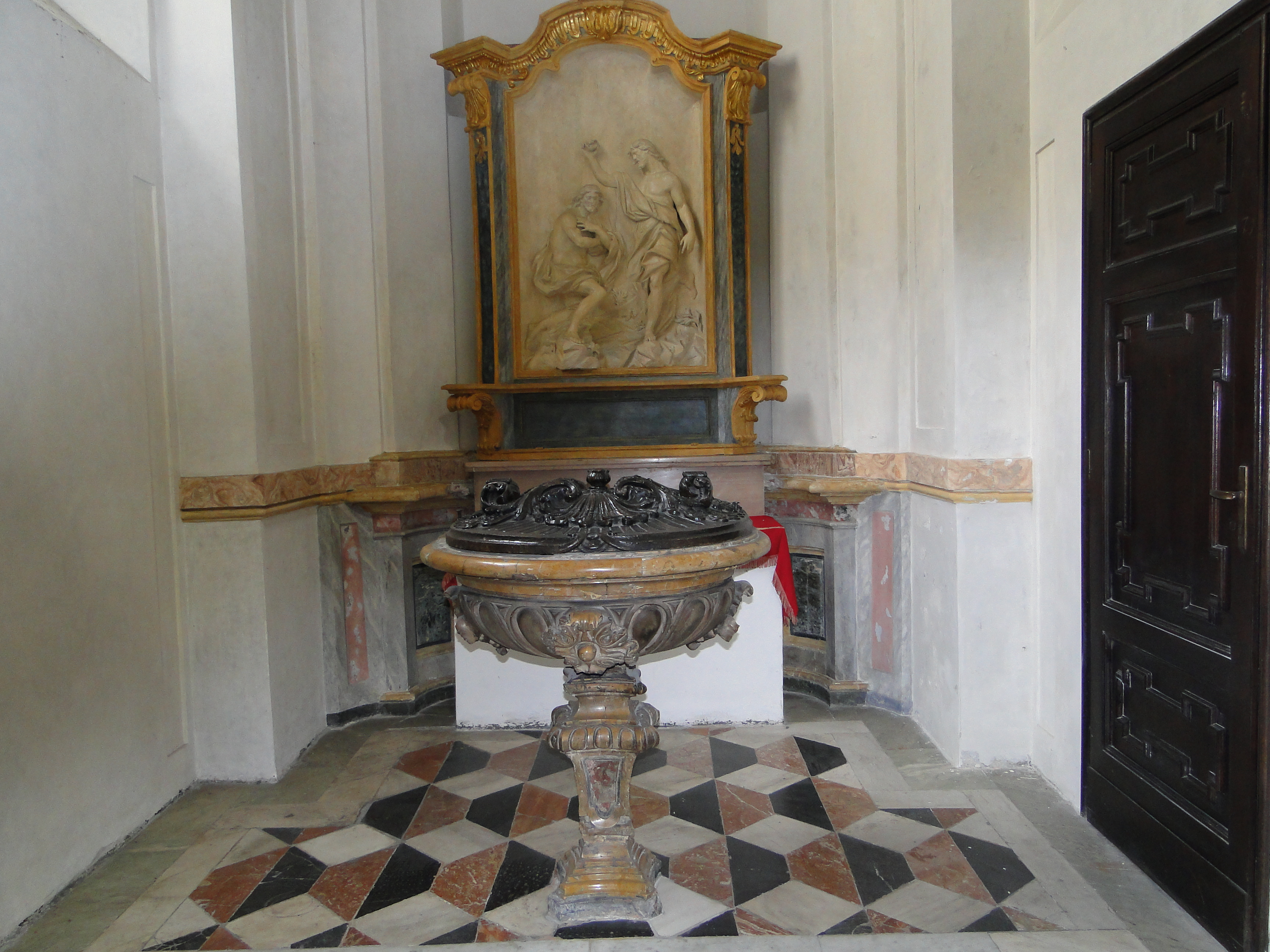
El batisterio, de Stefano Maria Clemente
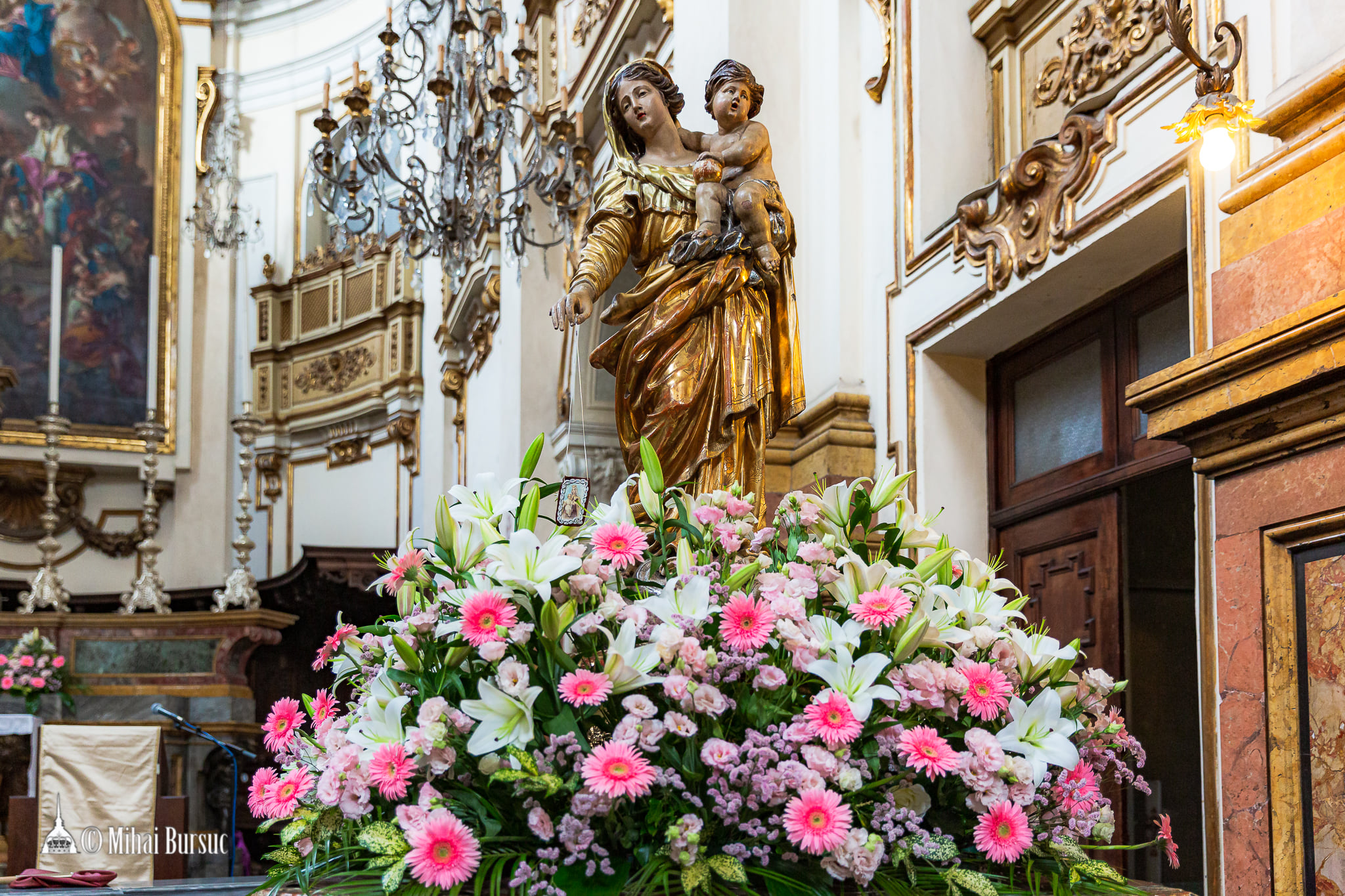
Fiesta de la Virgen del Carmen